# Schloßberg (Pantelitz)
Der Schloßberg bei Pantelitz im Amt Niepars, Landkreis Vorpommern-Rügen ist ein 22,8 m ü. NHN hoher Hügel und trug ehemals eine Verteidigungsanlage, wahrscheinlich einen slawischen Burgwall.

## Geschichte

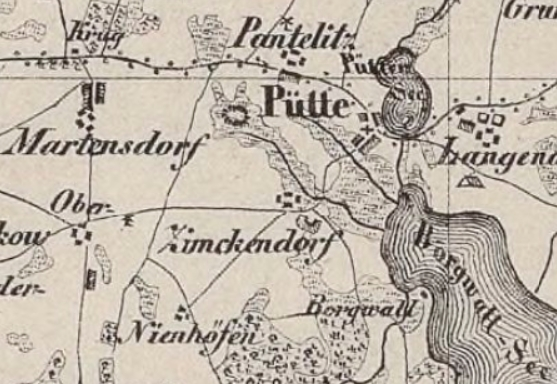
Der Schloßberg (Wall) bei Pantelitz, am Borgwallsee ist die gleichnamige Siedlung verzeichnet 1839 - 1:200000

Anfang des 19. Jahrhunderts ist der Burgwall auf Friedrich von Hagenows Karte Neuvorpommerns und Rügen aus dem Jahre 1839 als Wallanlage verzeichnet. Auf dem Messtischblatt der Preußischen Neuaufnahme aus dem Jahr 1888 wird der Ort als „Schloßberg“ benannt. In den vergangenen zwei Jahrhunderten seit der Erwähnung von Hagenows ist die abgegangene Wallanlage sehr wahrscheinlich aufgrund der landwirtschaftlichen Nutzung verebnet. Erhalten geblieben ist sie lediglich als flacher und runder Hügel.
Alter und Funktion der Verteidigungsanlage sind historisch nicht überliefert. Der Schloßberg nahe Pantelitz wird zusammen mit dem ehemals vorhandenen Burgwall auf einer Halbinsel im nordwestlich Teil des Borgwallsees ⊙ und dem Burgwall bei Altenhagen ⊙ in einem Verbund von Verteidigungsanlagen aus der Slawenzeit gesehen.

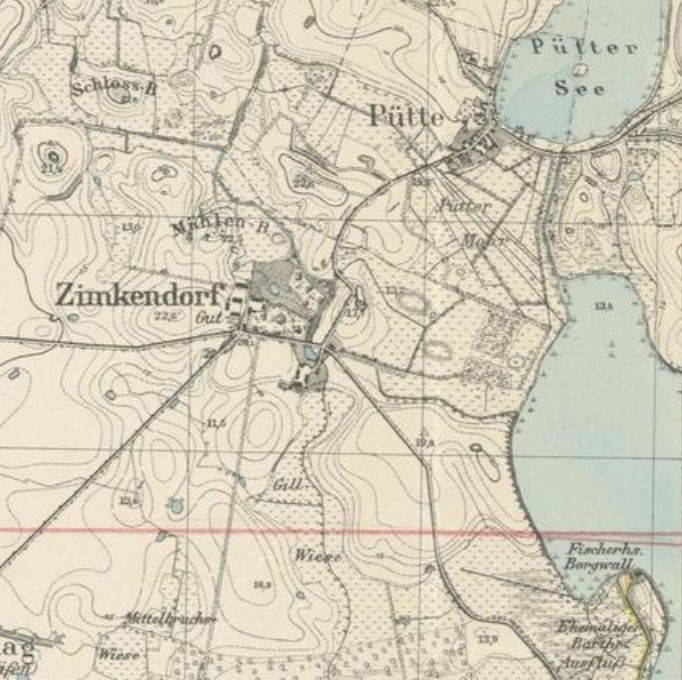
Der Schloßberg bei Pantelitz, am Borgwallsee ist das Fischerhaus der gleichnamige Siedlung verzeichnet 1931 - 1:25000